# Uhlenhuthova metoda
Uhlenhuthova metoda je imunoprecipitační reakce pro rozlišení lidské a zvířecí krve, přesněji řečeno specifických proteinů, které obsahuje. Objevil ji Paul Uhlenhuth v roce 1901. Je užívána především v soudním lékařství.

## Metoda v kultuře
Metoda hrála hlavní roli v epizodě „Krev“ televizního seriálu Antonína Moskalyka Dobrodružství kriminalistiky. Příběh byl inspirován vraždami německého sériového vraha Ludwiga Tessnowa (1872 – 1939).